# Rio Suruquá
Der Rio Suruquá, auch Rio Surucuá oder Rio Suruguá geschrieben, ist ein etwa 54 km langer rechter Nebenfluss des Rio Ivaí im Norden des brasilianischen Bundesstaats Paraná.

## Etymologie
Der Fluss trägt den Namen eines Vogels aus der Familie der Trogone oder Nageschnäbler, des Surucuatrogon (Trogon surrucura). 

## Geografie

### Lage
Das Einzugsgebiet des Rio Suruquá befindet sich auf dem Terceiro Planalto Paranaense („Dritte oder Guarapuava-Hochebene von Paraná“).

### Verlauf
Sein Quellgebiet liegt im Osten des Stadtgebiets von Paranavaí im Stadtteil Jardim Santos Dumont auf 454 m Meereshöhe an der Rodovia do Café (BR-376).
Der Fluss verläuft in südwestlicher Richtung. Nach etwa 10 km erreicht er das Munizip Tamboara und durchquert es in seinem nordöstlichen Viertel. 
Nach weiteren 10 km erreicht der die Grenze zwischen den Munizipien Nova Aliança do Ivaí und Paraíso do Norte, die er auf den folgenden 15 km markiert. Die restlichen 15 km seines Laufs liegen vollständig innerhalb von Paraíso do Norte.
Er mündet auf 255 m Höhe von rechts in den Rio Ivaí. Er ist etwa 54 km lang.

### Munizipien im Einzugsgebiet
Am Rio Suruquá liegen die vier Munizipien Paranavaí, Tamboara, Nova Aliança do Ivaí und Paraíso do Norte.